# Mattancheri
Mattancheri (Mattancherry) és una població de Kerala, Índia, antiga capital comercial de l'estat de Cochin, situada a enfront d'Ernakulam (a uns 9 km) i de la ciutat de Kochi (Cochin) que queda a l'est i de la corporació municipal de la qual forma part. Està dins el districte d'Ernakulam. A la ciutat hi ha un palau reial en estil holandès (conegut com a Palau Holandès) on el 1900 vivien els rages i després convertit en el Ginger Restaurant i Heritage Arts. Els temples principals són el temple Konkani de Tirumala Devaswam i el Venkatraman. Hi ha també un bonic temple jainista anomenat Mahajan Wadi. Antigament tenia barri jueu. La població el 1901 era de 20.061 habitants la meitat hindús, 1/4 cristians i 1/4 musulmans (474 jueus); no hi ha estadístiques separades actuals. El comerç estava en mans dels bànies i els cutchis. La ciutat tenia trulls i una presa hidràulica. Es diu que fou la primera capital dels rages de Cochin.